# Horky (Dubá)
Horky (německy Horka) jsou malá vesnice a část města Dubá v okrese Česká Lípa. Nachází se asi tři kilometry východně od Dubé.

## Historie
První záznam o existenci obce má společný s Dubou, je jím listina z roku 1253. Tehdy byla darována pražskému řádu křižovníků a od té doby sdílela svůj osud s Dubou. V roce 1402 byla vesnice zmíněna jako součást dědictví Jindřicha Hlaváče z Dubé z rodu Berkové z Dubé. Rodina Berků po bitvě na Bílé hoře roku 1621 majetek ztratila, Horky získali Valdštejnové a po nich Swéerts-Sporckové.
Horky měly svoji jednotřídní školu od roku 1793, kam docházeli žáci z Horek, Horeckého Dolu, Plešivce a části Nedamova. Roku 1923 byla zrušena a děti pak docházely do školy v Vrchovanech. Znovu byla obnovena po roce 1945 a po čtyřech letech byla opět zrušena. Při staré škole byl rybníček a roubená stavba Tietzova hostince.
V horní části návsi je kaple Nejsvětější Trojice z roku 1797, která je v majetku města Dubá. Poblíž kaple byla zastřešená studna, kde se stékalo sedm pramenů.

## Přírodní poměry
Horky leží v katastrálním území Horky u Dubé o rozloze 2,39 km². K obci přiléhá bezvodý Horecký důl, v němž byla dříve samostatná obec Horecký Důl. Roku 1930 v ní bylo evidováno jedenáct domů s 29 obyvateli. Nad obcí je vrch Hůrka (353 metrů).

## Obyvatelstvo
Při sčítání lidu v roce 1921 ve vsi žilo 103 obyvatel (z toho 44 mužů) německé národnosti a římskokatolického vyznání. Podle sčítání lidu z roku 1930 měla vesnice 95 obyvatel: pět Čechoslováků a devadesát Němců. Všichni byli římskými katolíky.
| Rok            | 1869 | 1880 | 1890 | 1900 | 1910 | 1921 | 1930 | 1950 | 1961 | 1970 | 1980 | 1991 | 2001 | 2011 | 2021 |
| -------------- | ---- | ---- | ---- | ---- | ---- | ---- | ---- | ---- | ---- | ---- | ---- | ---- | ---- | ---- | ---- |
| Počet obyvatel | 191  | 166  | 143  | 121  | 96   | 103  | 95   | 83   | 59   | 60   | 14   | 6    | 8    | 12   | 20   |
| Počet domů     | 28   | 27   | 31   | 32   | 32   | 32   | 30   | 24   | 24   | 11   | 6    | 17   | 25   | 25   | 25   |